# Sisters Keepers
Sisters Keepers waren zunächst eine Untergruppe des Vereins Brothers Keepers. Auch sie appellierten in ihren Songs gegen Rassismus in Deutschland. Viele bekannte weibliche und hauptsächlich afrodeutsche Reggae-, Soul- und Hip-Hop-Künstler waren in dieser Formation, unter anderem Nadja Benaissa, Ayọ, Kaye, Nicole Hadfield (Groove Guerrilla), Tamika, Tesiree, Lisa, Mamadee, Pat und Meli (Skills en Masse, Ischen Impossible) sowie Onejiru (Pielina Schindler).
2005 benannten sich die Musikgruppe und der Verein in „Sisters“ um. Verein und Band sind seither unabhängig, die Gruppe in fester Besetzung mit sieben Sängerinnen. Sie traten für Nordrhein-Westfalen beim Bundesvision Song Contest 2008 an, wo sie mit ihrem Titel Unite den vierzehnten Platz erreichten. Im September 2008 absolvierten sie eine Deutschland-Tournee.

## Diskografie
- 2001 Single Liebe und Verstand
- 2001 (auf dem Album Lightkultur/BK) Sister
- 2008 Single und Album Gender Riots